# Jay Wadenpfuhl
Jay Starnes Wadenpfuhl (* 7. Juni 1950 in Beaumont, Texas; † 19. Juni 2010 in Boston, Massachusetts) war ein US-amerikanischer Hornist, Komponist und Hochschullehrer.

## Leben und Schaffen
Wadenpfuhl wuchs in Kirbyville im Jasper County auf. Hineingeboren in eine musikalische Familie begann er schon mit 15 Jahren im Beaumont Symphony Orchestra und der Beaumont Civic Opera. Sein Vater war Trompeter und unterrichtete Highschool- und College-Bands. Seine Mutter spielte und unterrichtete Klavier und leitete Chöre. Ihr Sohn studierte an der University of Wisconsin–Madison, machte dort sowohl den Bachelor als auch den Master in Musik. Sein Hauptfach war Waldhorn, Nebenfach war Komposition. An der North Texas State University machte er den Doctor of Musical Arts.
Er war dann in Folge Mitglied der U.S. Army Band in Washington, der Florida Philharmonic, der Fort Worth Symphony und des National Symphony Orchestra. Im Boston Symphonic Orchestra (BSO) bekam er 1981 eine Stelle als Hornist. Am New England Conservatory of Music (NEC) wurde er 1987 Hochschullehrer und lehrte bald auch an der Boston University.
Musikalisch aktiv zeigte sich Wadenpfuhl genreübergreifend. Er komponierte für klassisches Waldhorn und ebenso als Songwriter für populäre Musik und Jazz. Er nahm zwei Alben mit dem NFB Horn Quartet (Riccardo Almeida, William Hoyt, David Kappy und Wadenpfuhl) auf, die Kompositionen von Schülern des Hornisten John Barrows (1913–1974) enthielten. Das erste davon war dem Gedächtnis von Barrows gewidmet und enthielt Wadenpfuhls Komposition Tectonica (für acht Hörner und Percussion). Das zweite, Hornithology, war eine Zusammenarbeit mit dem Hornisten Barry Tuckwell und enthielt Gunther Schullers Five Pieces for Five Horns und Wadenpfuhls Quartet Textures.
Außerdem tourte Wadenpfuhl 2000 in Japan mit dem Michel Legrand Jazz Orchestra und dem Programm Le Passe Muraille. Auch mit Chuck Mangione ging er auf Tournee und wirkte auf dessen Alben Live at the Hollywood Bowl und Tarantella mit. Im Jahr 1989 führte Wadenpfuhl zusammen mit John Williams und dem Boston Pops Orchestra die Weltpremiere von William Thomas McKinleys Huntington Horn Concerto auf.
Wadenpfuhl starb mit 60 Jahren im Bostoner Cambridge Hospital am Acute Respiratory Distress Syndrome. Er hinterließ eine Ehefrau, Michelle Perry, die in mehreren Bands ebenfalls Waldhorn spielt.

## Diskografie
- Gallay, Hindemith, Wadenpfuhl: Horn Quartets by NFB Horn Quartet, Crystal Records 1993[6][7]
- Hornithology, GM Recordings 1998